# Ван Бален, Ханс
Йоханнес Корнелис «Ханс» ван Бален (17 июня 1960, Роттердам, Южная Голландия — 29 апреля 2021, Роттердам, Южная Голландия) — нидерландский политик от Народной партии за свободу и демократию (VVD), был членом Европейского парламента и лидером Народной партии за свободу и демократию. Был в Европейском парламенте с 2009 по 2019 год. Также был президентом партии «Альянс либералов и демократов за Европу» с 21 ноября 2015 года до своей смерти.